# Radegast (pomnik)

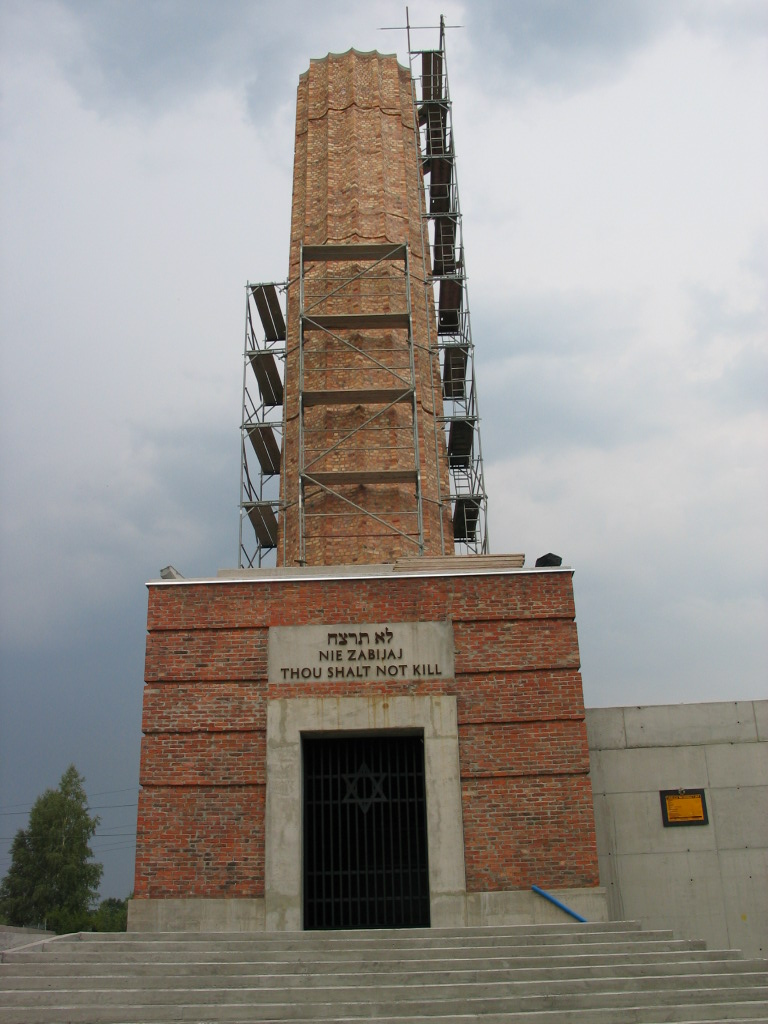
Pomnik Radegast

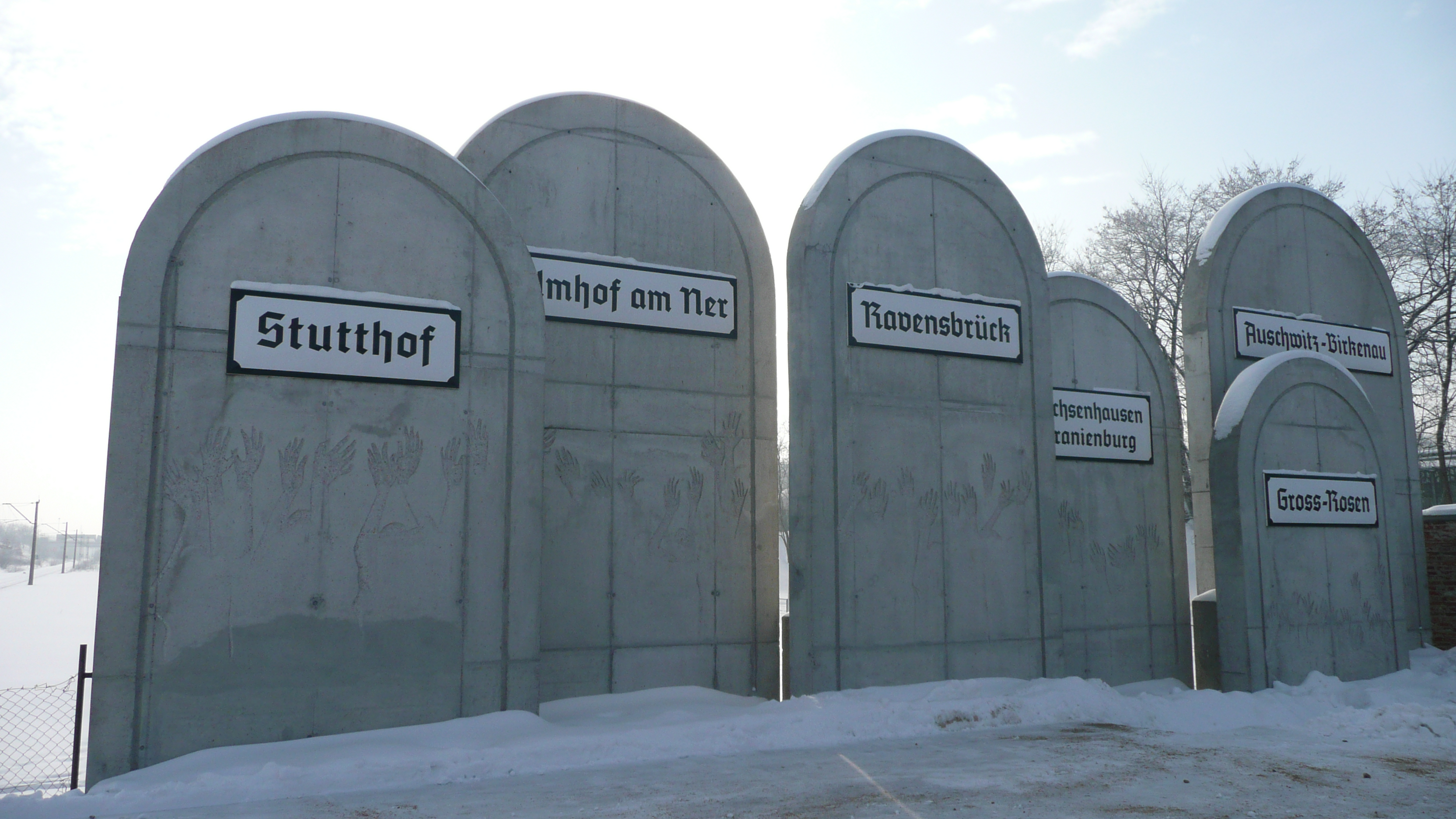
Pomnik Radegast

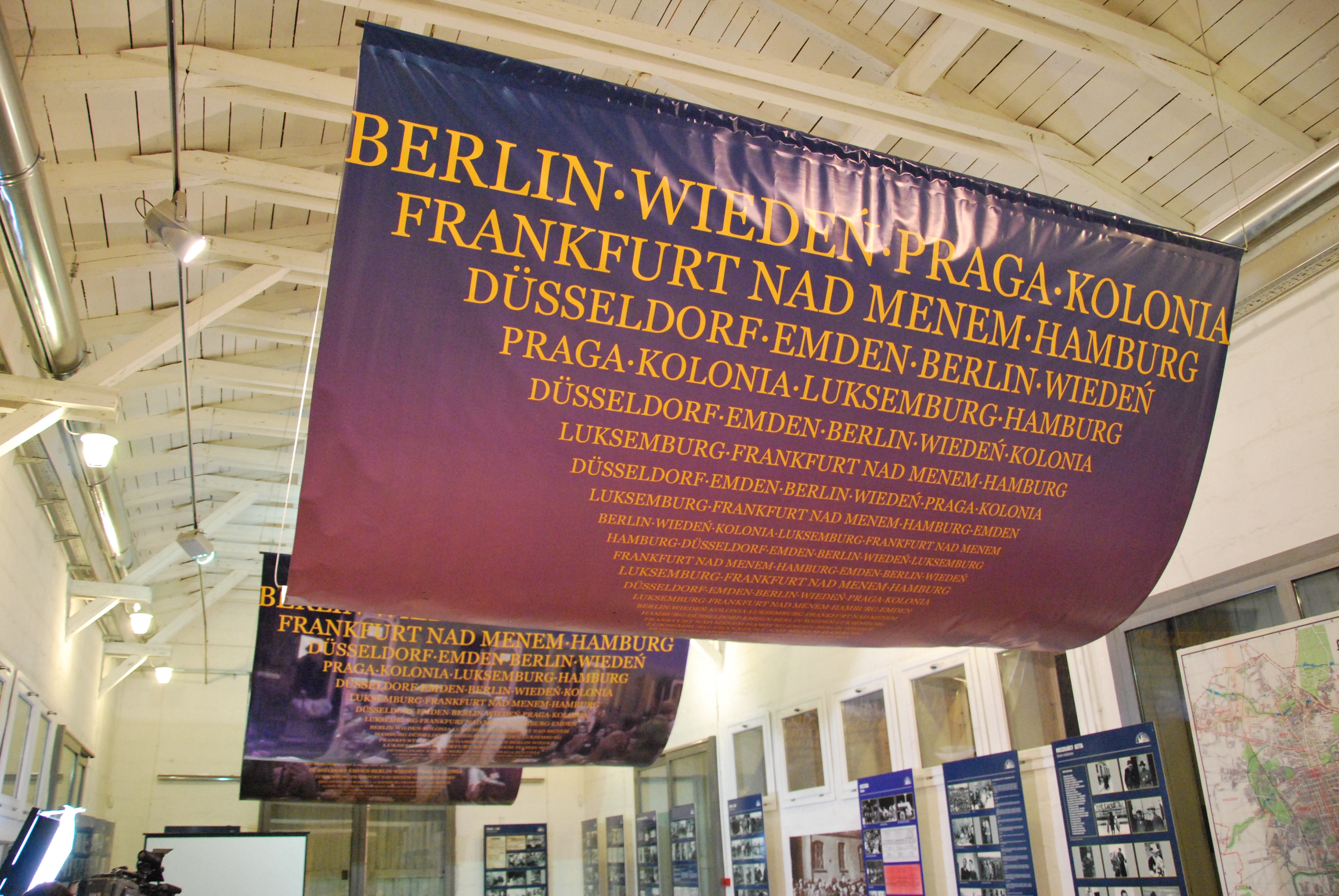

Radegast, właściwie „stacja Marysin” (trasa Łódź Widzew – Zgierz) – w okresie II wojny światowej łódzki Umschlagplatz. Od ok. 2006 roku oddział „Stacja Radegast” Muzeum Tradycji Niepodległościowych w Łodzi, przy al. Pamięci Ofiar Litzmannstadt Getto 12 (zespół memoriałowy i niewielkie muzeum poświęcone miejscu i dziejom łódzkiego getta w oryginalnym byłym budynku magazynowym).

## Historia
W latach 1925–1926 podczas budowy linii kolejowej Widzew – Zgierz na terenie kupionym od folwarku Marysin II wybudowano mijankę. Wtedy też urządzono plac przeładunkowy, który jednak do wybuchu II wojny światowej był wykorzystywany okazjonalnie.
Pod koniec 1940 roku, wobec trudności z dowozem zaopatrzenia do łódzkiego getta i wywozem jego produkcji przez Bałucki Rynek, okupacyjne władze Łodzi wydzierżawiły go od kolei niemieckich (Deutsche Reichsbahn). Verladebahnhof-Radegast (popularna nazwa – „stacja Marysin”) został uruchomiony 7 lutego 1941 roku. W stosunku do getta był to osobny obszar, położony przy fragmencie jego wschodniej granicy, po przeciwnej stronie obecnej ul. Inflanckiej (wówczas Tieflandstraße). Główna brama wjazdowa znajdowała się naprzeciw jednej z bram getta w tym miejscu, vis-à-vis obecnej ul. Kolińskiego. Obie były strzeżone przez oddziały łódzkiej Schutzpolizei. Gdy zachodziła potrzeba były one otwierane jednocześnie, blokując w tym momencie przejazd na tym odcinku po „aryjskiej” Tieflandstraße.
Pierwotnie miało być to miejsce dostarczania transportem kolejowym zaopatrzenia żywnościowego i surowcowego do getta, ale w 1941 roku stało się miejscem dowożenia tu przesiedleńców do łódzkiego getta z okręgu łódzkiego oraz z Europy Zachodniej. Następnie było to miejsce przeznaczone przez Niemców do odprawiania transportów: najpierw do miejsca zagłady w Chełmnie n. Nerem (niem. SS-Sonderkommando Kulmhof), a podczas likwidacji getta w połowie 1944 roku do komór gazowych Auschwitz-Birkenau. Po zamianie getta w nieoficjalny obóz pracy dostarczano tu surowce do produkcji oraz wywożono stąd gotową produkcję.
Wywózki zaczęły się 16 stycznia 1942 roku. Pierwszy transport odjechał z przystanku Radegast w kierunku Chełmna (niem. Kulmhof am Nehr). W ciągu czterech miesięcy, do 15 maja 1942 roku, z getta zostali wysłani wszyscy pobierający zasiłki, więźniowie i handlarze, a zaraz po nich Żydzi zachodnioeuropejscy. Kilka miesięcy później, we wrześniu 1942 roku, Niemcy przeprowadzili tzw. „Wielką Szperę”, która miała przekształcić dzielnicę żydowską w obóz niewolniczej pracy dla III Rzeszy. W jej wyniku, pomiędzy 5 a 12 września 1942 roku, z dworca Radegast do obozu zagłady w Kulmhof wywieziono ponad 15 tys. osób – dzieci poniżej 10. roku życia oraz ludzi starszych powyżej 65. roku życia.
W 1944 roku rozpoczęła się ostateczna likwidacja getta w Łodzi, ostatniego getta na ziemiach polskich. 29 sierpnia 1944 roku z przystanku Radegast odszedł do Auschwitz ostatni transport łódzkich Żydów. Ogółem do obozów Kulmhof i Auschwitz-Birkenau wywieziono około 145 tys. Żydów.

## Upamiętnienie
Po II wojnie światowej zachował się oryginalny drewniany budynek stacji Radegast. Przez szereg lat był jeszcze używany przez kolej jako element przystanku Łódź Radogoszcz. W jego wnętrzu mieściły się magazyny. Obok przetrwały – dziś już nieczynne – dwa oryginalne torowiska.
Inicjatorem przekształcenia tego obszaru w zespół memoriałowy, miejsce pamięci po ofiarach łódzkiego getta, były władze Łodzi, a szczególnie ówczesny prezydent miasta – Jerzy Kropiwnicki. Upamiętnienie otwarto 29 sierpnia 2004, podczas obchodów 60. rocznicy likwidacji łódzkiego getta.
Autorami pomnika jest zespół autorski w składzie: Czesław Bielecki i Maria Twardowska. Projektanci przy realizacji obiektu współpracowali z Lenką Cederbaum, Markiem Wiśniewskim, Moniką Rembikowską, Michałem Cederbaumem, Andrzejem Budkiem i Jackiem Ebertem.
Z okazji obchodów 65. rocznicy likwidacji getta, w 2009 roku połączono pomnik Radegast z zabytkowym cmentarzem żydowskim, szlakiem pamięci projektu Grzegorza Wichrowskiego i Tadeusza Tomaszewskiego. Projekt ten przekształcił oba miejsca w spójny martyrologicznie kompleks.